# Protipapež Anastazij III.
Anastazij III., imenovan tudi Anastazij Knjižničar protipapež Rimskokatoliške cerkve; * okrog 810 Rim (* med 800-812) (Papeška država, Frankovsko kraljestvo); † okrog 878 Rim ( Papeška država,  Italija, Sveto rimsko cesarstvo). 

## Življenjepis
Anastazij Knjižničar je bil tri dni protipapež zakonito izbranemu papežu Benediktu. Kljub temu, da ga je prejšnji papež Leon IV. prevedel iz kardinalskega v laični stan ter ga na sinodi celo izobčil, in da se je po njegovi smrti hotel polastiti papeštva, se je z novim papežem spravil ter bil učen in vseskozi uporaben pomočnik in moder svetovalec trem papežem. 

### Papež Leon IV. mu da in tudi vzame kardinalsko čast
Anastazij je bil po rodu Rimljan, ki se je izvrstno izobrazil pri grških menihih v Rimu. Tja so pribežali pod papeževo zavetje pred ikonoklastičnim divjanjem carigrajskih cesarjev. Leta 847 je postal kardinal-duhovnik pri cerkvi sv. Marcela.
Ko se je cesar Ludvik mudil v Rimu, je Leon sklical 16. decembra 850 sinodo; na njej je učenega, toda nespokojnega in cesarju naklonjenega kardinala-duhovnika Anastazija – pozneje znamenitega Knjižničarja rimske cerkve (Anastazius Bibliothecarius) -  izobčil in mu odvzel njegov visoki položaj; ker se Anastazij ni niti tedaj uklonil, ga je prestavil v laični stan ter 853 izgnal.

### Anastazijse polasti papeštva
Izvolitev učenega in asketskega Rimljana, Benedikta, Petrovega sina - takoj po Leonovi smrti-, je bila povezana s hudimi nemiri in neredi.  
Takoj po Leonovem pogrebu so Rimljani že 26. julija 855 enoglasno izvolili njegovega naslednika, kardinala-duhovnika pri cerkvi svetega Kalista. K cesarju so poslali anagnijskega škofa Nikolaja in vojaškega poveljnika Merkurija (Mercurius) zaradi potrditve volitev; kljub temu je zasedel za nekaj dni papeški prestol protipapež. Kako se je to zgodilo? Gubbijski škof Arsenij, ki ga je podpirala Frankom naklonjena stranka, je dal rimske poslance ujeti; svojega sorodnika, pregnanega bivšega kardinala Anastazija je prepeljal v Rim. Cesarjevo odposlanstvo, ki je takrat že prispelo v Horto, je obvestil, da so Rimljani izvolili za papeža Anastazija. Med tem se je Anastazij polastil Lateranske palače in se dal umestiti za papeža. Benedikta je dal zapreti v ječo ter uničil sliko, ki je prikazovala sinodo, ki ga je obsodila. Ko sta cesarjeva odposlanca grof Adalbert in Bernard prispela v Rim, sta videla, kako grdo ju je Arsenij izigral. Rimljani so Frankom navkljub vztrajali poleg svojega izvoljenca in osvobodili Benedikta ter ga 29. septembra 855 tudi ustoličili. 
Temu je sledil ganljiv dogodek. Anastazij in njegovi pristaši so od zakonitega papeža kleče prosili odpuščanja, ki se jih je usmilil in vse obhajal kot laike. Anastazija je poslal v samostan, kjer ga je postavil za opata v samostanu, ki je pripadal cerkvi baziliki svete Marije v Trasteveru, njegov naslednik Nikolaj.
S tridnevnim papežem se bomo torej srečali še pri naslednjih papežih, ki jim je bil v vsestransko pomoč.

### NaklonjenSolunskima bratoma
Kot že omenjeno, ga je po neuspelem »državnem udaru« prevedel v laiški stan in ga pomilostil že Benedikt III.. Pod Nikolajem I. je postal opat v samostanu sv. Marije v rimski četrti Trastevere, potem pa arhivar in knjižničar rimske Cerkve. V tej službi je močno vplival na dejavnost papežev Hadrijana II. in Janeza VIII. Gotovo je tudi on pripomogel, da je Hadrijan II. hitro potrdil misijonsko dejavnost solunskih bratov Cirila in Metoda ter slovansko bogoslužje. 

## Dela
Anastazij je bil eden najbolj izobraženih in sposobnih osebnosti svojega časa; prevajal je iz grščine.
- Prevedel je odloke nekaterih ekumenskih koncilov, in sicer VII. vesoljnega cerkvenega zbora (Drugi nicejski koncil 787) in VIII. vesoljnega cerkvenega zbora (Četrti carigrajski koncil 869-870). Na tem zadnjem je tudi on sam dejavno in uspešno sodeloval.
- Collectanea – dokumenti o monoteletstskih prepirih in papežu Honoriju.
- Življenja več svetnikov.
- Chornographia v treh delih povzema grška dela Teofana Pričevalca (758-817), Nikefora Carigrajskega (758-829) in Jurija Sinkela († 810)
- Življenje papeža Nikolaja I. v Liber Pontificalis (vsaj deloma).[9]

## Smrt
Anastazij je umrl okrog leta 878 v Rimu. 

### Ocena
- Večina virov meni, da je škof Arsenij z lepimi besedami in obljubami pregovoril poslance, da so pred cesarjem lagali o izvolitvi v prid Anastazija zoper Benedikta in da pri tem ni uporabil sile. [6] Drugi pa poročajo ne le o uporabi zvijače, ampak tudi sile. To je uporabil tudi, ko je Benedikta dal vreči v ječo.
- Nekateri menijo, da sta uporni in slavohlepni kardinal ter papeški arhivar in knjižničar dve različni osebi.[9]